# Beni Mellal

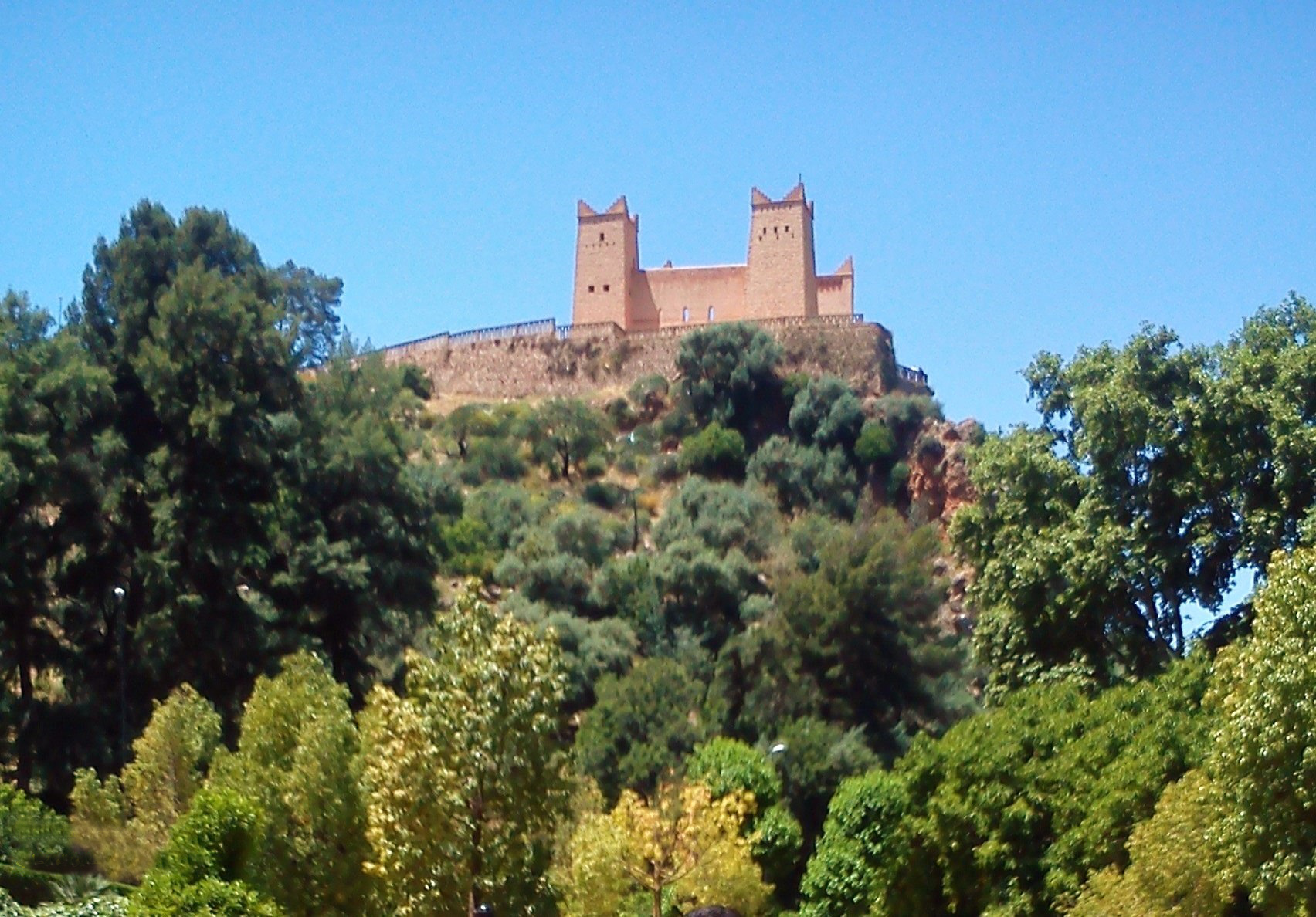
La kasba d'Ain Asserdoun a Beni Mellal

Beni Mellal (àrab: بني ملال, Banī Mallāl; amazic: ⴰⵢⵜ ⵎⵍⵍⴰⵍ, Ayt Mellal) és un municipi de la província de Béni Mellal, a la regió de Béni Mellal-Khénifra, al Marroc. Segons el cens de 2014 tenia una població total de 192.676 persones. Està situada entre l'Atles Mitjà i la plana de Tadla, al centre del país.

## Història
La ciutat va ser anomenada d'antuvi Ismali en 1688, ja que Mulay Ismail, el segon governant de la dinastia alauita marroquina, va construir les fortaleses de Tadla (encara visibles avui en dia). El governant també va construir la coneguda Kasba Ras al Ain d'aquesta zona, amb vistes a tota la ciutat, juntament amb l'entorn agrícola. Està feta de pedra i està prop del corrent Ain Asserdoun'. Es creia que la Kasbah havia estat construïda amb la finalitat de protegir aquest corrent i per protegir la zona circumdant. El corrent d'Ain Asserdoun significa font de la mula o l'ull de la mula. En l'àrea de Soumaa hi ha una zaouia del segle xvi, que encara s'utilitza amb fins religiosos. Va ser la trobada d'aquestes dues ciutats, Tadla i Soumaa, que formaven el nom de Beni Mellal que vol dir dia.

## Transport
- Aeroport de Beni Mellal